# اوبرارنباخ
اوبرارنباخ (به آلمانی: Oberarnbach) یک شهر در آلمان است که در کایزرسلاوترن واقع شده‌است. اوبرارنباخ ۴۴۶ نفر جمعیت دارد.